# Уеб чат
Уеб чатът е система, която позволява на потребителите да комуникират в реално време, използвайки лесно достъпни уеб интерфейси. Това е вид на интернет онлайн чат, който се отличава със своята простота и достъпност за потребителите, които не желаят да отделят време да инсталират или да се учат да използват специализиран софтуер за чат. Именно тази черта позволява на потребителите моментален достъп и единствено уеб браузър е необходим да чатите. Потребителите винаги получават най-новата версия на чат услугата, защото не е необходимо да се инсталира софтуер, актуализации също не са необходими.

## История и технология
Историята на уеб чата се характеризира с тенденциите в основните уеб технологии. Първите чат сайтове се характеризират с прости интерфейси, направени от динамично генерирани HTML страници. Чрез използването на HTML в сайтовете в чата може да се включат разнообразни шрифтове, цветове, връзки, и изображения, което дава на потребителите едно по-модерно хипермедийно изживяване, което е предимство пред по-старите, но по-разпространени текстово-базирани чат услуги като IRC. Най-големият недостатък на HTML чата е бил неговата интерактивност. Всяко съобщение, изпратено до HTML чат, е изисквало формуляр за участие и изчакване на страниците да заредят, което означава, че е имало период на изчакване между времето, от което потребителят може да изпрати едно съобщение до писането му на ново съобщение. Получаването на съобщения често изисква презареждане на страниците и може да доведе до закъснения на съобщенията, което пречи на функционирането на браузъра. Поради тези причини HTML чатовете рядко се използват в днешно време, въпреки че някои от по-старите чат сайтове на HTML все още остават активни.
През 1995 г. в уеб браузърите е въведена технологията на Java аплетите. Добре развитата мрежа на Java и графичните ѝ възможности я прави идеална платформа за създаване на чат интерфейси, някои от които са в употреба на най-популярните сайтове за уеб чат и до днес. Въпреки някои недостатъци, свързани с Java чатовете, като например дългото време за първоначално зареждане на страницата, технологията функционира добре и е скалируема.
От 2005 г. насам като основа за някои нови системи за чат се използват по-новите уеб технологии като Ajax и Flash. Те имат някои недостатъци, като например непълна поддръжка на работата в мрежа на програмни езици като JavaScript и ActionScript. Въпреки това, модата в употребата на тези технологии, както и тяхната добра поддръжка на графични и потребителски функционалности, означава, че е вероятно, че тези видове чатове да стават все по-широко разпространени.

## Сравнение с други чат услуги
Уеб чатът е само малка част от света на онлайн комуникацията. Уеб чатовете не са толкова ефективни като чат услугите на системите за моментални (мигновени) съобщения, т.нар. „instant messengers“, които стават все по-полезни и все по-популярни. Чатове с по-малко потрбители могат действително да бъдат по-привлекателни. Уникалната уеб функция за чат сайтовете е предлагането на незабавен достъп. В интернет има много други възможности на избор за социална комуникация в реално време като: Internet Relay Chat мрежи, „instant messenger“, онлайн игри и виртуални светове.
Има стотици уеб чат сайтове, които активно се конкурират помежду си. Някои от най-популярните между тях дори цензурират имената на други сайтове за чат, предотвратявайки популяризирането на други конкурентни чатове. Опростената достъпност води до изключително високо ниво на конкуренция между чат сайтове, тъй като позволява на потребителите да превключват между тях с лекота.

## Сървърен софтуер
Следните са самостоятелни чат сървъри:
- Akenispace (HTML, C#)
- Chatspace (Java)
- Conference Room (Flash, Java)
- ParaChat (Java, HTML & iPhone App)
- Pichat (C++, Ajax)
- Psyced (LPC, Ajax)

Следните са уеб Front End приложения: (изисква IRC чат сървър):
- (Perl, Ajax)
- Mibbit (Java, Ajax)
- PJIRC (Java)
- qwebirc (Python, Ajax)

|  | Тази страница частично или изцяло представлява превод на страницата Web chat в Уикипедия на английски. Оригиналният текст, както и този превод, са защитени от Лиценза „Криейтив Комънс – Признание – Споделяне на споделеното“, а за съдържание, създадено преди юни 2009 година – от Лиценза за свободна документация на ГНУ. Прегледайте историята на редакциите на оригиналната страница, както и на преводната страница, за да видите списъка на съавторите. ВАЖНО: Този шаблон се отнася единствено до авторските права върху съдържанието на статията. Добавянето му не отменя изискването да се посочват конкретни източници на твърденията, които да бъдат благонадеждни. |